# Вікторія (Горлівський район)
Вікто́рія — селище Шахтарської міської громади Горлівського району Донецької області, Україна. Населення становить 401 осіб. Відстань до Шахтарська становить близько 4 км і проходить переважно автошляхом місцевого значення.

## Населення
За даними перепису 2001 року населення селища становило 401 особу, з них 33,42 % зазначили рідною мову українську, 61,35 %— російську та 0,25 %— вірменську мову.